# Neodrana
Neodrana es un género de insecto coleóptero de la familia Chrysomelidae.

## Especies
- Neodrana fasciata (Laboissiere, 1932)
- Neodrana leopoldi Laboissiere, 1932
- Neodrana semifulva Jacoby, 1886
- Neodrana tricolor Weise, 1908